# Wikipédia en interlingua
Ne doit pas être confondu avec Wikipédia en interlingue.
Wikipédia en interlingua (en interlingua : Wikipedia in interlingua) est l’édition de Wikipédia en interlingua, langue construite. L'édition est lancée en janvier 2003,. Son code est : ia.
Au 21 mars 2025, l'édition en interlingua contient 29 859 articles et compte 53 961 contributeurs, dont 47 contributeurs actifs et 6 administrateurs.
Les autres éditions de Wikipédia en langue construite sont, par ordre de date de lancement : espéranto créée en 2001 (367 949 articles) ;  volapük (40 804 articles) ; ido (54 489 articles) ; interlingue (13 091 articles) ; lojban, créées en 2004 (1 338 articles) ; novial, créée en 2006 (1 852 articles) ; lingua franca nova, créée en 2018 (4 459 articles) et kotava, créée en 2020 (29 892 articles).

## Statistiques
- Le 5 mars 2015, l'édition en interlingua compte 14 395 articles et 21 250 utilisateurs enregistrés[3], ce qui en fait la 111e[4] édition linguistique de Wikipédia par le nombre d'articles et la 90e[5] par le nombre d'utilisateurs enregistrés, parmi les 287 éditions linguistiques actives.
- Le 7 octobre 2022, elle contient 25 160 articles et compte 45 171 contributeurs, dont 41 contributeurs actifs et 6 administrateurs.
- Le 28 août 2024, elle contient 29 698 articles et compte 52 000 contributeurs, dont 43 contributeurs actifs et 6 administrateurs.